# Principi real
El principi real, també conegut com a "principi de protecció", és un dels principis que regeix l'extraterritorialitat del Dret penal espanyol.
Segons aquest principi, el Dret penal espanyol és extensible a determinats delictes lesius d'interessos de l'Estat espanyol quan són comesos fora d'aquest. Els delictes en qüestió s'enumeren a l'article 23.3 LOPJ.